# 1923年体育
请参看：
- 1923年
- 1923年电影
- 1923年文学
- 1923年音乐
- 1923年台灣

## 大事記

### 4月至6月
- 5月19日－Zev 贏得肯塔基打比冠軍。

## 棒球
- 美國職棒大聯盟世界大賽：。

## 足球
主條目：1923年足球
保加利亞
- 保加利亞足球聯會成立

英格蘭
- 1922-1923足球聯賽（英语：1922–23 Football League） – 利物浦足球俱乐部 60分, 桑德兰足球俱乐部 54, 哈德斯菲尔德足球俱乐部 53, 纽卡斯尔联足球俱乐部 48, 埃弗顿足球俱乐部 47, 阿士東維拉足球會 46
- 1923年英格兰足总杯决赛 – 博尔顿足球俱乐部 2–0 西汉姆联足球俱乐部 ，比賽地點位於温布利球场
- 英格蘭足球丙級北部聯賽參賽球隊由20家擴展至22家，使得英格兰足球联赛的總俱樂部數量達到88家

## 賽馬
- 第48屆肯塔基打比 
  - 冠軍：Zev 。